# 아담 마티세크
아담 마티세크(폴란드어: Adam Matysek, 1968년 7월 19일 ~ )은 골키퍼로 활약한 폴란드의 전직 프로 축구 선수이다. 그는 최근까지 I 리가 클럽인 오드라 오폴레의 이사회 멤버로 활동했다.
그는 폴란드 국가대표팀에서 34경기에 출전했으며, 2002년 FIFA 월드컵에서 국가대표팀 일원이었으나 대회에서는 경기에 출전하지 않았다.

## 구단 경력
마티세크는 1989년 폴란드 최상위 리그에서 실롱스크 브로츠와프 소속으로 데뷔했으며, 이 팀에서 4시즌 동안 활약하며 리그 110경기에 출전했다.
1993년 여름, 팀이 2부 리그로 강등된 후 마티세크는 독일로 건너가 2. 분데스리가에서 포르투나 쾰른와 귀터슬로에서 뛰었다. 그곳에서 그는 최고의 골키퍼 중 한 명으로 자리매김했고, 1998년 독일 최상위 리그 클럽 바이어 레버쿠젠에 초청받았다. 바이어 레버쿠젠에서는 다년간 주전 골키퍼였던 디르크 하이넨을 곧바로 제치고 1998-99년 시즌 리그 모든 경기에 출전하며 독일 리그 준우승을 차지했다. 두 번째 시즌에는 UEFA 챔피언스리그에서 라치오와 디나모 키이우와의 경기에서 부진한 모습을 보였고, 잠시 동안 오스트레일리아 출신 골키퍼 프랭크 유리치가 골문을 맡았지만, 마티세크가 주전 자리를 되찾으며 다시 팀과 함께 준우승을 차지했다. 2000-01년 시즌에는 부상으로 스위스 출신 골키퍼 파스칼 추버뷜러에게 주전 경쟁에서 밀렸다. 시즌 종료 후 마티세크는 폴란드로 돌아왔으며, 2. 분데스리가에서 118경기, 분데스리가에서 78경기를 소화했다.
2001년부터 2002년까지 자그웽비에 루빈에서 뛰었고, 같은 해 라돔스코에서 프로 선수 생활을 마무리했다. 폴란드 최상위 리그에서 총 136경기를 뛰었다.

## 국가대표팀 경력
마티세크는 1991년 12월 3일, 이집트와의 친선 경기에서 폴란드 국가대표팀 데뷔 전을 치렀다. 20세기 말에는 폴란드 국가대표팀의 주전 골키퍼로 활약했다. 2001년 3월, 오슬로에서 열린 2002년 FIFA 월드컵 예선에서 노르웨이와의 경기에서 그는 경기의 영웅 중 한 명으로 활약하며 팀이 3-2 승리를 거두는 데 기여했다. 그러나 경기 65분에 어깨 부상을 당해 이후 경력에 영향을 미쳤다. 복귀 후 예전의 폼을 되찾지 못했고, 그 후로는 국가대표팀에서 단 두 경기에만 출전했다.
그는 2002년 FIFA 월드컵 국가대표팀 일원이었으나, 당시 젊은 골키퍼 예지 두데크에게 주전 자리를 내주어 경기에 출전하지 못했다. 12년에 걸친 국가대표 경력 동안 총 34경기에 출전해 23실점을 기록했다.